# José Bozzano
José Alfredo Bozzano Baglietto va ser un capità paraguaià, dissenyador dels famosos canoners Paraguai i Humaitá que van ser utilitzats durant la guerra del Chaco. Des dels Arsenals de Guerra i Marina va realitzar la gesta de dotar a l'exèrcit d'armes, projectils, camions i altres subministraments bèl·lics i logístics.

## Vida
José Alfredo Bozzano Baglietto va néixer el 7 de desembre de 1895 a la asuncena Lloma Sant Jeroni, "a cinquanta metres dels Arsenals", que en aquell temps va estar ubicat aquí, Aquesta data figura en documents oficials (seva foja de servei) i va ser corroborada pel seu net, l'enginyer Luis Lamosas Bozzano, doncs curiosament ell mateix donava una altra data (1899) "per treure uns anys; pura coqueteria", segons assenyalava a vegades la seva dona, donya Virginia Cardozo de Bozzano, que al seu torn era filla de Ramon Indalecio Cardozo i germana d'Efraïm Cardozo. Els seus pares van ser l'armador navilier genovès José Bozzano i de la ciutadana argentina Benedicta Baglietto.
El capità Bozzano morir el 14 de desembre de 1969.

## Estudis
Bozzano va estudiar batxiller al Col·legi Nacional de la Capital, va fer la carrera de Dret fins al tercer curs i després es va incorporar a l'Armada com Guardiamarina en Comissió, el 21 de setembre de 1917. Va arribar al quadre efectiu, amb el mateix grau, per decret 15.716 del 8 de febrer de 1923. Des abril de 1918 va prestar serveis en els Arsenals de Guerra i Marina.
Al maig de 1920, el Govern de José P. Montero (1919 - 1920) el va enviar als Estats Units per seguir estudis d'Enginyeria Naval. Va ingressar al Massachusetts Institute of Technology a  Cambridge, Massachusetts (Estats Units). En 1924 es va graduar d'arquitecte i enginyer naval. Va fer un curs de postgrau i en 1925 va rebre el títol de màster d'Enginyeria Aeronàutica.
Va tornar al Paraguai ja durant el Govern constitucional de Eligio Ayala (1924-1928). El 9 de març de 1925, va ser nomenat director dels Arsenals de Guerra i Marina, per decret 20.297. En març de 1927, el president Ayala li va comissionar a Europa per encarregar la construcció de dos canoners que protegirien el riu Paraguai a la imminent guerra amb Bolívia. Bozzano va partir amb els plànols que ell mateix havia dissenyat.
Després de contactes amb drassanes d'Anglaterra i Alemanya, es va optar per encomanar la feina de la signatura italiana Odero-Terni-Orlando. Els canoners Paraguai i Humaitá van arribar al Paraguai el 5 de maig de l'any 1931.
El 28 de desembre d'aquest any, Bozzano va reprendre la direcció dels Arsenals. La guerra es venia i en aquesta unitat es preparaven els "ferros", així els deia ell.

## Durant la Guerra
Els Arsenals estalviar moltíssims diners al Paraguai, ja que allà es van fabricar més de 300.000 granades de mà, les famoses carumbe `i, que, per orgull dels paraguaians, en la guerra van resultar més efectives que les granades SIP, de fabricació belga, utilitzades pels bolivians) i es van construir i van muntar les carrosseries de 2.308 camionetes (a raó de 5 per hora). Igualment, es van fabricar 25.000 granades per morters i unes 7.500 bombes d'aviació. Una altra de les seves gestes va ser la fabricació de 23 morters amb columnes velles dels tramvies. Al mateix temps van ser fetes 4.300 lliteres de tubs de ferro o de mare, llits, estufes, autoclaus i fins maduixes per trepanar cervells. La perforació de pous d'aigua al Chaco (com els de Yrendague) també va ser obra d'efectius dels arsenals.
Sota el comandament del capità Bozzano van estar 4.400 xofers del Chaco, per als quals el dur militar naval guardava una admiració reverencial. Va ser nomenat director general interí de l'Aviació, el 7 de març de 1933. Allà també va ser promotor de gestes inoblidables protagonitzades pels pilots de guerra.

## Cultura
Posseïa una gran i admirable cultura general. Parlava  italià,  anglès,  francès i tenia coneixements amplis del grec i el llatí. Llegia amb fruïció a Stefan Zweig, Emerson, Kant,  Schiller i Goethe. Entre els escriptors paraguaians preferia a Manuel Domínguez, Cecilio Báez, Eloy Fariña Núñez, Carlos Zubizarreta i Rubén Bareiro Saguier.
Una de les seves facetes més desconegudes i sorprenents és que es va graduar de professor de piano després d'estudiar amb Nicolino Pellegrini. El seu company d'estudis de piano va ser Joan Stefanich, que va ser, juntament amb Adriano Irala, creador de la Lliga Nacional Independent. Bozzano es delectava amb Chopin i gaudia de la música paraguaiana (la seva cançó preferida era Ñasaindype, de  Félix Fernández i José Assumpció Flors. Els últims anys de la seva vida el van sorprendre treballant modestament a la drassana familiar que posseïa a la zona de Varadero. Però el seu port seguia sent imponent. Era una llegenda viva de la història nacional.

## Obres i èxits obtinguts
Va deixar la seva breu però molt valuós escrit, "Reminiscències", que tracta sobre la història dels Arsenals en la guerra. Va començar com una vetlla fet a comanda de Just Pastor Benítez, qui pensava incloure en un dels seus treballs històrics, però va acabar sent un llibre pel seu propi valor.
Bozzano va ser el soldat paraguaià de major capacitació científica i tecnològica. Els seus dissenys dels canoners Paraguai i Humaitá causar admiració a Anglaterra. D'1932 a 1935 comandar a 6.000 herois anònims que durant 24 hores al dia, 365 dies a l'any, van forjar sense decaïment els ferros amb què es va guanyar la guerra.
El capità de navili José Alfredo Bozzano Baglietto, referent ineludible de talent, voluntat i conducta, un paraguaià digne de recordar.
Després de la contesa, en el transcurs Bozzano no va descansar, va ser condecorat amb la Creu del Chaco. Va continuar servint el país en diferents càrrecs. Durant el Govern de Félix Paiva (1937-1939), va ser nomenat ministre de Guerra i Marina, el 12 d'abril de l'any 1938 i després ministre d'Economia, el 14 d'octubre de l'any 1938. També va ser intendent municipal d'Assumpció i docent de la Facultat de Ciències Físiques i Matemàtiques (Enginyeria) de la Universitat Nacional d'Asunción.
A la citació de l'Ordre de l'Exèrcit inserida en el decret pel qual se li atorgava la Creu del Chaco, l'hi assenyala al capità José Bozzano com "un dels més autèntics obrers de la victòria". Admirava a José Félix Estigarribia, tant com aquest ho admirava a ell.